# Edil
Edili (lat. aedes, hram) su bili viši činovnici gradske uprave u starom Rimu. Ova je služba izvorno bila plebejska.
U starom Rimu nadzirali su plebejsko svetište na Aventinu. Dvojici plebejskih edila već u 4. stoljeću pr. Kr.  pridružila su se dva kurulska, birana iz redova patricija. U doba careva funkcije edila se ograničavaju, a od cara Dioklecijana edili nestaju kao dužnosnici gradskih magistrata.

## Zadaće
- nadzor nad cestama, javnim zgradama, vodovodima, izvorima i prometom.
- nadzor tržnica,
- kontrola građevinskih radova
- organizacija dovoza i raspodjele žita.
- nadgledanje i provedba javnih igara.

Znakovi funkcije: 
- toga praetexta (toga sa širokom grimiznom prugom) i
- sella curulis (stolac na rasklapanje od bjelokosti - samo za kurulske edile).